# تاینساید جنوبی
تاینساید جنوبی (به انگلیسی: South Tyneside) یک منطقهٔ مسکونی در انگلستان است که در تاین و ور واقع شده‌است. تاینساید جنوبی ۶۴٫۴۳ کیلومتر مربع مساحت و ۱۴۸٬۱۲۷ نفر جمعیت دارد.

## خواهرخوانده
شهرهای اپینه-سور-سن، ووپرتال و نوآزی لو سک خواهرخوانده‌های تاینساید جنوبی هستند.